# Municipio de Milford (condado de Knox)
El municipio de Milford (en inglés: Milford Township) es un municipio ubicado en el condado de Knox en el estado estadounidense de Ohio. En el año 2010 tenía una población de 1772 habitantes y una densidad poblacional de 26,6 personas por km².

## Geografía
El municipio de Milford se encuentra ubicado en las coordenadas 40°17′43″N 82°36′42″O / 40.29528, -82.61167. Según la Oficina del Censo de los Estados Unidos, el municipio tiene una superficie total de 66.62 km², de la cual 66,38 km² corresponden a tierra firme y (0,36 %) 0,24 km² es agua.

## Demografía
Según el censo de 2010, había 1772 personas residiendo en el municipio de Milford. La densidad de población era de 26,6 hab./km². De los 1772 habitantes, el municipio de Milford estaba compuesto por el 97,52 % blancos, el 0,34 % eran afroamericanos, el 0,11 % eran amerindios, el 0,45 % eran asiáticos, el 0,11 % eran de otras razas y el 1,47 % eran de una mezcla de razas. Del total de la población el 1,3 % eran hispanos o latinos de cualquier raza.